# 만석로 (인천)
만석로(Manseok-ro)는 인천광역시 동구 만석동에서 화수동까지 이르는 인천광역시도로, 총 연장은 654m이다. 당 도로명은 행정동의 명칭인 만석동을 인용하여 제명되었다.

## 역사
- 2009년 11월 3일 : 도로명으로 만석로를 고시

## 주요 경유지
- 동구
  - 만석동 - 화수동

## 접촉하는 도로
- 제물량로 (분기)
- 석수로 (교차)
- 화도진로 (분기)

## 주변 시설
- 만석성결교회 (만석로 9/만석동 34-5)
- 금강쉐르빌 (만석로 20/만석동 65-5)
- 한라빌라 (만석로 38/만석동 67-2)
- 한마음종합복지관 (만석로 53/만석동 30-7)
- 영창교통 (만석로 67/만석동 29-2)
- 만석아파트 (만석로 84/만석동 71)